# Graeme Cremer
Alexander Graeme Cremer, né le 19 septembre 1986, est un ancien joueur de cricket zimbabwéen et ancien capitaine de l'équipe nationale de cricket entre mai 2016 et mars 2018. C'est un joueur polyvalent qui intégre l'équipe du Zimbabwe à l'âge de dix-huit ans, après le départ de Paul Strang, Andy Whittall et Ray Price.

## Début de carrière
Formé à la prestigieuse Prince Edward School, Cremer est assez prolifique au cricket scolaire, prenant de nombreux guichets. Il fait ses débuts en test contre le Bangladesh à Dhaka le 6 janvier 2005, un match que le Zimbabwe a ensuite perdu, offrant aux Bangladeshi Tigers leur toute première victoire en test match.

## Carrière internationale
Cremer a ensuite joué des tests contre l'Afrique du Sud et la Nouvelle-Zélande. Malheureusement, Cremer, considéré par beaucoup comme un spécialiste des tests, voit ses opportunités limitées par la suite en raison de l'exil auto-imposé du Zimbabwe du cricket de test. Après plusieurs années en marge de l'équipe nationale, Cremer réussi  finalement à intégrer l'équipe à overs limités contre les Antilles fin 2007. Cependant, la forte attaque du Zimbabwe, composée de Ray Price et de Prosper Utseya, l'empêché de jouer. Ce n'est qu'au tournoi Al Barakah Cup Twenty20 au Canada que Cremer eu finalement sa chance dans le format plus court, et il en profite au maximum en prenant 2/10 de ses 3 overs.
Il continua à faire partie de l'équipe lors des séries suivantes contre le Sri Lanka et le Bangladesh, souvent désigné comme 12e homme. Il fit ses débuts en ODI en janvier 2009 contre le Kenya, et sa première série ODI fut exceptionnelle. Il termina le tournoi en tant que meilleur preneur de guichets, avec 15 guichets en 5 matchs à une moyenne de 11,46.
Cremer devient également un joueur de bowling polyvalent. Son score le plus élevé en Première Classe est un 171* (non éliminé) lors de la Logan Cup 2006-2007, tandis que ses moyennes en Première Classe et en Liste A se situent dans les années 1920.
Lorsque le Zimbabwe est revenu au cricket d'essai en 2011, Cremer manque les tests uniques contre le Bangladesh, le Pakistan et la Nouvelle-Zélande en raison d'une blessure.Il est rappelé pour son retour au test de cricket, plus de six ans après son dernier match, à l’occasion du test unique contre la Nouvelle-Zélande en janvier 2012. Cremer annonce sa retraite du Zimbabwe Cricket après des différends sur les paiements en 2013, se concentrant plutôt sur le fait de devenir golfeur professionnel. Cependant, en 2015, il a fait un revirement surprise en jouant à nouveau pour le Zimbabwe et est sélectionnée pour la tournée au Pakistan.

### Grade de capitaine
Cremer est nommé capitaine par intérim de l’équipe du Zimbabwe, qui dispute son premier match sous sa direction contre l’Inde en juin 2016. Malgré la perte des trois ODI face à l’Inde, le Zimbabwe remporte le premier T20I par 2 guichets, signant ainsi sa première victoire sous le capitanat de Cremer.
Ensuite, le Zimbabwe joué une autre série à domicile contre la Nouvelle-Zélande, qui a également été blanchie par la Nouvelle-Zélande 2-0,. Cependant, avant la tournée d'essai au Sri Lanka, l'ancien joueur de cricket zimbabwéen Heath Streak est nommé entraîneur et Cremer est nommé capitaine de la série.
Lors du premier test à Harare, Cremer prend quatre guichets cruciaux lors de la première manche du Sri Lanka et, au bâton, inscrit également son premier siècle en test, guidant son équipe à éviter le suivi. Avec cela, il est devenu le premier joueur zimbabwéen et seulement le septième capitaine à faire cent et prendre quatre guichets en une manche d'un test. Ses efforts dans les deux manches du test se sont soldés par un échec, ils ont perdu le match par 225 points. Lors du premier test, Cremer a établi un record en affrontant le plus grand nombre de balles en tant que batteur numéro 8 dans un match test face à 351 balles juste après Wasim Akram qui a affronté 363 balles en tant que batteur numéro 8 dans un seul test. Cependant, Cremer a été élu homme du match pour sa performance globale durant le match. Le Zimbabwe a perdu cette série 0–2.
La série de tests est suivie d’une tri-série incluant également les Antilles. Sous la direction de Cremer, le Zimbabwe se qualifie pour la finale d’une tri-série pour la première fois en six ans, avec quatre résultats différents : une défaite, un match nul, un autre match nul et une victoire. Le Zimbabwe perd cependant la finale face au Sri Lanka.
Cependant, sous sa direction, le Zimbabwe enregistre sa première victoire en série ODI contre le Sri Lanka, ce qui constitue seulement sa quatrième victoire en série de toute son histoire. Au cours de cette série, le Zimbabwe réussit également, pour la première fois en 296 ODI disputés au Sri Lanka, une poursuite victorieuse de plus de 300 points sur le sol sri-lankais,.
Son capitanat s’améliore de plus en plus à chaque match et dans tous les formats. Le 16 juillet 2017, lors du test unique contre le Sri Lanka au Stade R. Premadasa (en), Cremer réalise son premier test avec cinq guichets. Avec cette performance, il devient le premier capitaine du Zimbabwe à réussir un cinq guichets en test. Cependant, le Zimbabwe a perdu le match par 4 guichets, où le Sri Lanka a réussi à courir après 388 points pour afficher le plus grand nombre de courses-poursuites jamais enregistré en Asie lors des tests. Cremer a pris 9 guichets dans le match pour 275 courses, ce qui a été enregistré comme le meilleur par un capitaine du Zimbabwe dans les tests,.
En mars 2018, après l’échec du Zimbabwe à se qualifier lors du tournoi de qualification pour la Coupe du monde de cricket 2018 organisé à domicile, Cremer est limogé par Zimbabwe Cricket.

### Post-capitainerie
En janvier 2019, Cremer déménage à Dubaï avec sa femme, Merna Moore, et leurs deux enfants, après que Moore se voit offrir un poste de pilote chez Emirates. En avril 2019, il agit en tant que consultant en coaching pour l'équipe de cricket des Émirats arabes unis pour sa tournée au Zimbabwe. Il est actuellement directeur de l'académie de la Rajasthan Royals Cricket Academy.

## Note et références
Graeme Cremer (« Graeme Cremer »)
1. 1 2  « Zimbabwe Cricket sack captain Cremer and all coaching staff », ESPNcricinfo (consulté le 30 mars 2018)
2. ↑  Firdose Moonda, « Vitori and Cremer give Zimbabwe options », ESPNcricinfo,‎ 24 novembre 2011 (lire en ligne, consulté le 14 janvier 2012)
3. ↑  « Zim opener dropped after Aus grade stint », The Sydney Morning Herald,‎ 13 janvier 2012 (lire en ligne, consulté le 14 janvier 2012)
4. ↑  « The captains' log – Zimbabwe's last 11 months », ESPNcricinfo, 9 juin 2016 (consulté le 31 octobre 2016)
5. ↑  « Cremer to lead Zimbabwe in Tests against New Zealand », ESPNcricinfo, 21 juillet 2016 (consulté le 31 octobre 2016)
6. ↑  « Cremer pleased with Zimbabwe's fight », ESPNcricinfo, 10 août 2016 (consulté le 31 octobre 2016)
7. ↑  « Cremer's 102* helps Zimbabwe avoid follow-on », ESPNcricinfo (consulté le 31 octobre 2016)
8. ↑  « Batting records. Test matches », ESPNcricinfo (consulté le 2 mars 2017)
9. ↑  « Zimbabwe's fight ends in 225-run win for Sri Lanka », ESPNcricinfo (consulté le 2 novembre 2016)
10. ↑  « Raza stars in historic series win », ESPNcricinfo (consulté le 10 juillet 2017)
11. ↑  « Four reasons why this is a historic win for Zimbabwe », ESPNcricinfo (consulté le 10 juillet 2017)
12. ↑  « Raza and Waller stretch Zimbabwe's lead to 262 », ESPNcricinfo (consulté le 16 juillet 2017)
13. ↑  « Sri Lanka pull off highest successful chase in Asia », ESPNcricinfo (consulté le 19 juillet 2017)
14. ↑  « Statistics / Test matches / Bowling records », ESPNcricinfo (consulté le 19 juillet 2017)
15. ↑  « Graeme Cremer temporarily puts his career on hold », International Cricket Council (consulté le 10 janvier 2019)
16. ↑  « UAE turn to Graeme Cremer to prepare for Zimbabwe », International Cricket Council (consulté le 8 avril 2019)